# GmbH
Uma Gesellschaft mit beschränkter Haftung (GmbH) é um tipo de sociedade comercial muito comum na Alemanha (onde foi criada em 1892), na Áustria (adotada em 1906) e na Suíça.
"Gesellschaft mit beschränkter Haftung" traduz-se para o português como "sociedade com responsabilidade limitada". Corresponde às abreviações "Ltda." e "Lda." muito comuns, respectivamente, no Brasil e em Portugal.
Na Alemanha, as GmbH são governadas por uma lei federal chamada "GmbH-Gesetz" (lei GmbH).